# Chisocheton patens
Chisocheton patens là một loài thực vật có hoa trong họ Meliaceae. Loài này được Blume mô tả khoa học đầu tiên năm 1825.